# Can You Imagine
A Can You Imagine a Yes Magnification című albumának ötödik száma, melyet Jon Anderson, Chris Squire, Alan White, Steve Howe és a lemezen szereplő szimfonikus zenekar karmestere, Larry Groupé írt.
A dalon leginkább Squire stílusa érződik, hisz amellett, hogy jellegzetes basszusgitár-motívumokat tartalmaz a szám, végig ő a főénekes, így Anderson csak vokálozik rajta. Bár csak 3 perces a szám, mégis nagyszerűen van megkomponálva, s a hangszerelése is nagyon gazdag: a rockzene megszokott hangszerei mellett a vonószenekarnak is nagyon fontos szerepe van.
Érdekes, hogy a Magnification turnéján készített Symphonic Live címmel kiadott DVD-n nem szerepel.
A szám első változatát az XYZ készítette "Believe It" címmel.

## Közreműködő zenészek
- Jon Anderson – ének
- Chris Squire – basszusgitár, ének
- Steve Howe – gitár
- Alan White – dob

egy szimfonikus zenekarral együtt.

## Egyéb kiadványokon
- Essentially Yes (az egész Magnification hallható rajta)